# Encarnación Ferré
Encarnación Ferré Chiné (Monzón, Huesca, 4 de octubre de 1944 - Zaragoza, 19 de octubre de 2022) fue una escritora y profesora española cuya obra se encuadra en la corriente de  literatos españoles del último cuarto del siglo XX. Fue de corte intimista y personal. A lo largo del tiempo su estilo fue evolucionando. 

## Biografía
Hija del músico y trompetista Ricardo Ferré, que había estudiado con Teté Montoliu.  
Tras cursar Magisterio y Filología Hispánica, y un postgrado en Medicina naturista, se trasladó al País Vasco, donde comenzó su carrera docente, siendo directora de un centro educativo. Posteriormente regresó a Aragón, concretamente a la localidad turolense de Híjar. Allí transcurrieron sus últimos años. Durante su docencia, adaptó diversas piezas teatrales para que pudieran ser representadas por sus alumnos. Dichas adaptaciones fueron publicadas en un volumen titulado "Clásicos en el Aula”.
Cultivó la poesía, la narrativa, el género epistolar, el ensayo, los aforismos, el periodismo de opinión y el teatro.
Tras dos matrimonios, dos hijas y tres nietos, vivió en soledad con una gata y miles de libros.
Recibió un homenaje el 23 de abril de 2018, en el que se leyeron fragmentos de sus obras en el salón de sesiones del Ayuntamiento de Zaragoza en un acto organizado por la Asociación Aragonesa de Escritores.

## Obra

### Narrativa
- Hierro en barras, Planeta, Barcelona, 1974
- Memorias de una loca, Diputación General de Aragón, Zaragoza, 1993
- Saturna, Ialda, Zaragoza, 2005
- Dietario de un profesor escéptico, Mira, Zaragoza, 2007
- Pensamientos audaces V-VI, Fundación Bajo Martín, Zaragoza, 2008;
- Boceto de mujer, Mira, Zaragoza, 2009
- La naturaleza del artista y otros relatos, Fundación Bajo Martín, Zaragoza, 2009
- Viaje de la prosa al verso, Erial Ediciones, Zaragoza, 2016
- "La tarde azul de Samuel Pérez Santaolalla" en Cuentos incombustibles. I Concurso de cuentos del Ayuntamiento de Bilbao, Bilbao, 1981
- "Un día largo para Boniféis" en Relatos para el número 100, Mira, Zaragoza, 2008

### Teatro
- Primer Premio de Teatro del Ministerio de Educación y Ciencia de España, Madrid, 1984
- Miguel Servet, Guion radiofónico, RNE, 1984
- José Mor de Fuentes, ídem
- Juan de Lanuza, ídem
- Al-Moctadir, ídem
- Las mujeres en la Biblia, RNE, 1989.
- Sor Juana Inés de la Cruz, La Avispa, Madrid, 1985
- Misterio de la Encina, Estreno en Arceniega (Álava), 1997
- El tributo de Jano, Estreno en Híjar (Teruel), 2007
- Todo teatro, Fundación Bajo Martín, Zaragoza, 2007.
- Farsa del león invisible", Crisis. Revista de crítica cultural, n.º 8, diciembre 2015, pp. 28-29

### Poesía
- Hijos de la arena, Col. Poemas, Luciano Gracia (dir.), Zaragoza, 1980
- Cartas de desamor, Col. Poemas, Luciano Gracia (dir.), Zaragoza, 1982.
- 13 Cartas sin destino, Col. Poemas, Luciano Gracia (dir.), Zaragoza, 1984.
- Del amor infinito (Poemas de una vida), Fundación Bajo Martín, Zaragoza, 2005
- "El pueblo vacío" en Poesía urbana, Ayuntamiento de Zaragoza, Zaragoza, 1980.
- "Homenaje" en 53 escritores a Ramón J. Sender, Heraldo de Aragón, Zaragoza, 1980
- V. también A.A.V.V., Poemas a viva voz. II, Institución "Fernando El Católico" (CSIC), Zaragoza, 1989

### Literatura infantil
- Encarnación Ferré y otros, Plaza Mayor, Realidad y Lectura 3, Santillana, Madrid, 1982.

### Música
- El pueblo vacío, letra y música. Grabación por Mielotxin.

### Traducciones
- Krado-Mondo,Hierro en barras, Fernando de Diego (traductor), Artur E. Iltis, Saarbrücken, 1983. Premio Internacional Goralski, Canadá, 1984.
- Suge Gozozalea, Elkar, San Sebastián, 1985.
- Irakurri Nahi zuen, Elkar, San Sebastián, 1985.
- Естеството на художника" (фрагменти) en Антология на арагонски разказвачи", Rada Panchovska (traductora), Sofia, 2014, pp. 59-71.

## Premios y reconocimientos
- Ha sido nombrada «hija predilecta» de Baracaldo (Vizcaya).
- Nominación para "Aragoneses del Año", 1980.
- Nominación para el "Premio de las Letras Aragonesas", Zaragoza, 2003.
- Finalista en el Premio Planeta, Barcelona, 1974
- Finalista en el Premio "Villa de Bilbao", 1975 y 1979
- Segundo Premio del Ateneo de Santander, 1978
- Finalista en el Premio "Blasco Ibáñez", Valencia, 1979
- Finalista en el Premio del Ateneo de Sevilla, 1979
- Mención Honorífica en el Premio "San Jorge", Zaragoza, 1980
- Mención Honorífica en el XI Concurso de Literatura del MEC, Madrid, 1983